# Selección de fútbol sub-17 de Hungría
La selección de fútbol sub-17 de Hungría es el equipo que representa al país en la Copa Mundial de Fútbol Sub-17 y en la Eurocopa Sub-17, y es controlada por la Federación Húngara de Fútbol.

## Estadísticas

### Eurocopa Sub-16 y Sub-17
| Récord del Torneo | Récord del Torneo | Récord del Torneo | Récord del Torneo | Récord del Torneo | Récord del Torneo | Récord del Torneo | Récord del Torneo | Récord del Torneo |              | Récord Clasificatorio | Récord Clasificatorio | Récord Clasificatorio | Récord Clasificatorio | Récord Clasificatorio | Récord Clasificatorio | Récord Clasificatorio |
| Año               | Ronda             | J                 | G                 | E                 | P                 | GF                | GC                | GD                | J            | G                     | E                     | P                     | GF                    | GC                    | GD                    |                       |
| 1982              | No clasificó      | No clasificó      | No clasificó      | No clasificó      | No clasificó      | No clasificó      | No clasificó      | No clasificó      | No clasificó | 4                     | 3                     | 0                     | 1                     | 6                     | 4                     | +2                    |
| 1984              | No clasificó      | No clasificó      | No clasificó      | No clasificó      | No clasificó      | No clasificó      | No clasificó      | No clasificó      | No clasificó | 4                     | 2                     | 1                     | 1                     | 5                     | 2                     | +3                    |
| 1985              | Fase de grupos    | 3                 | 1                 | 0                 | 2                 | 2                 | 3                 | -1                | 0            | 0                     | 0                     | 0                     | 0                     | 0                     | 0                     |                       |
| 1986              | No clasificó      | No clasificó      | No clasificó      | No clasificó      | No clasificó      | No clasificó      | No clasificó      | No clasificó      | No clasificó | 4                     | 1                     | 0                     | 3                     | 1                     | 4                     | -3                    |
| 1987              | No clasificó      | No clasificó      | No clasificó      | No clasificó      | No clasificó      | No clasificó      | No clasificó      | No clasificó      | No clasificó | 2                     | 0                     | 1                     | 1                     | 0                     | 1                     | -1                    |
| 1988              | Fase de grupos    | 3                 | 1                 | 2                 | 0                 | 2                 | 1                 | +1                | 2            | 1                     | 0                     | 1                     | 2                     | 2                     | 0                     |                       |
| 1989              | No clasificó      | No clasificó      | No clasificó      | No clasificó      | No clasificó      | No clasificó      | No clasificó      | No clasificó      | No clasificó | 4                     | 1                     | 1                     | 2                     | 3                     | 5                     | -2                    |
| 1990              | Fase de grupos    | 3                 | 0                 | 1                 | 2                 | 2                 | 6                 | -4                | 2            | 2                     | 0                     | 0                     | 6                     | 0                     | +6                    |                       |
| 1991              | No clasificó      | No clasificó      | No clasificó      | No clasificó      | No clasificó      | No clasificó      | No clasificó      | No clasificó      | 4            | 0                     | 1                     | 3                     | 2                     | 5                     | -3                    |                       |
| 1992              | Fase de grupos    | 3                 | 1                 | 1                 | 1                 | 4                 | 4                 | 0                 | 2            | 1                     | 1                     | 0                     | 5                     | 3                     | +2                    |                       |
| 1993              | Cuartos de final  | 4                 | 2                 | 0                 | 2                 | 4                 | 5                 | -1                | 2            | 2                     | 0                     | 0                     | 3                     | 0                     | +3                    |                       |
| 1994              | No clasificó      | No clasificó      | No clasificó      | No clasificó      | No clasificó      | No clasificó      | No clasificó      | No clasificó      | 2            | 1                     | 0                     | 1                     | 3                     | 1                     | +2                    |                       |
| 1995              | No clasificó      | No clasificó      | No clasificó      | No clasificó      | No clasificó      | No clasificó      | No clasificó      | No clasificó      | 4            | 1                     | 1                     | 2                     | 7                     | 7                     | 0                     |                       |
| 1996              | No clasificó      | No clasificó      | No clasificó      | No clasificó      | No clasificó      | No clasificó      | No clasificó      | No clasificó      | 4            | 0                     | 1                     | 3                     | 1                     | 5                     | -4                    |                       |
| 1997              | Fase de grupos    | 3                 | 2                 | 0                 | 1                 | 8                 | 5                 | +3                | 2            | 2                     | 0                     | 0                     | 7                     | 0                     | +7                    |                       |
| 1998              | No clasificó      | No clasificó      | No clasificó      | No clasificó      | No clasificó      | No clasificó      | No clasificó      | No clasificó      | 3            | 2                     | 1                     | 0                     | 8                     | 1                     | +7                    |                       |
| 1999              | Fase de grupos    | 3                 | 0                 | 1                 | 2                 | 3                 | 5                 | -2                | 2            | 1                     | 1                     | 0                     | 4                     | 2                     | +2                    |                       |
| 2000              | Fase de grupos    | 3                 | 1                 | 0                 | 2                 | 4                 | 7                 | -3                | 2            | 2                     | 0                     | 0                     | 11                    | 0                     | +11                   |                       |
| 2001              | Fase de grupos    | 3                 | 1                 | 0                 | 2                 | 5                 | 6                 | -1                | 2            | 1                     | 1                     | 0                     | 3                     | 1                     | +2                    |                       |
| 2002              | Fase de grupos    | 3                 | 0                 | 0                 | 3                 | 4                 | 11                | -7                | 2            | 2                     | 0                     | 1                     | 9                     | 2                     | +7                    |                       |
| 2003              | Fase de grupos    | 3                 | 0                 | 0                 | 3                 | 0                 | 5                 | -5                | 2            | 2                     | 0                     | 1                     | 6                     | 3                     | +3                    |                       |
| 2004              | No clasificó      | No clasificó      | No clasificó      | No clasificó      | No clasificó      | No clasificó      | No clasificó      | No clasificó      | No clasificó | 3                     | 1                     | 1                     | 1                     | 6                     | 3                     | +3                    |
| 2005              | No clasificó      | No clasificó      | No clasificó      | No clasificó      | No clasificó      | No clasificó      | No clasificó      | No clasificó      | No clasificó | 3                     | 0                     | 1                     | 2                     | 1                     | 4                     | -3                    |
| 2006              | Fase de grupos    | 3                 | 1                 | 0                 | 2                 | 4                 | 3                 | +1                | 6            | 3                     | 1                     | 2                     | 8                     | 5                     | 3                     |                       |
| 2007              | No clasificó      | No clasificó      | No clasificó      | No clasificó      | No clasificó      | No clasificó      | No clasificó      | No clasificó      | No clasificó | 6                     | 3                     | 2                     | 1                     | 8                     | 5                     | 3                     |
| 2008              | No clasificó      | No clasificó      | No clasificó      | No clasificó      | No clasificó      | No clasificó      | No clasificó      | No clasificó      | No clasificó | 6                     | 2                     | 3                     | 1                     | 7                     | 5                     | -2                    |
| 2009              | No clasificó      | No clasificó      | No clasificó      | No clasificó      | No clasificó      | No clasificó      | No clasificó      | No clasificó      | No clasificó | 6                     | 1                     | 2                     | 3                     | 3                     | 6                     | -3                    |
| 2010              | No clasificó      | No clasificó      | No clasificó      | No clasificó      | No clasificó      | No clasificó      | No clasificó      | No clasificó      | No clasificó | 6                     | 2                     | 2                     | 2                     | 8                     | 4                     | +4                    |
| 2011              | No clasificó      | No clasificó      | No clasificó      | No clasificó      | No clasificó      | No clasificó      | No clasificó      | No clasificó      | No clasificó | 6                     | 2                     | 4                     | 0                     | 6                     | 3                     | +3                    |
| 2012              | No clasificó      | No clasificó      | No clasificó      | No clasificó      | No clasificó      | No clasificó      | No clasificó      | No clasificó      | No clasificó | 6                     | 3                     | 1                     | 2                     | 12                    | 5                     | +7                    |
| 2013              | No clasificó      | No clasificó      | No clasificó      | No clasificó      | No clasificó      | No clasificó      | No clasificó      | No clasificó      | No clasificó | 6                     | 5                     | 1                     | 0                     | 17                    | 5                     | +12                   |
| 2014              | No clasificó      | No clasificó      | No clasificó      | No clasificó      | No clasificó      | No clasificó      | No clasificó      | No clasificó      | No clasificó | 3                     | 0                     | 1                     | 2                     | 8                     | 11                    | -3                    |
| 2015              | No clasificó      | No clasificó      | No clasificó      | No clasificó      | No clasificó      | No clasificó      | No clasificó      | No clasificó      | No clasificó | 6                     | 2                     | 1                     | 3                     | 4                     | 5                     | -1                    |
| 2016              | No clasificó      | No clasificó      | No clasificó      | No clasificó      | No clasificó      | No clasificó      | No clasificó      | No clasificó      | No clasificó | 3                     | 0                     | 2                     | 1                     | 4                     | 5                     | -1                    |
| 2017              | Cuartos de final  | 5                 | 2                 | 1                 | 2                 | 8                 | 5                 | +3                | 6            | 4                     | 0                     | 2                     | 9                     | 7                     | +2                    |                       |
| 2018              | No clasificó      | No clasificó      | No clasificó      | No clasificó      | No clasificó      | No clasificó      | No clasificó      | No clasificó      | No clasificó | 6                     | 4                     | 1                     | 1                     | 9                     | 4                     | +5                    |
| 2019              | Cuartos de final  | 5                 | 3                 | 2                 | 0                 | 8                 | 5                 | +3                | 6            | 4                     | 1                     | 1                     | 8                     | 4                     | +4                    |                       |
| 2022              | No clasificó      | No clasificó      | No clasificó      | No clasificó      | No clasificó      | No clasificó      | No clasificó      | No clasificó      | No clasificó | 6                     | 2                     | 2                     | 2                     | 7                     | 5                     | +2                    |
| 2023              | Fase de grupos    | 3                 | 1                 | 0                 | 2                 | 8                 | 9                 | -1                | Anfitrion    | Anfitrion             | Anfitrion             | Anfitrion             | Anfitrion             | Anfitrion             | Anfitrion             | Anfitrion             |
| 2024              | No clasificó      | No clasificó      | No clasificó      | No clasificó      | No clasificó      | No clasificó      | No clasificó      | No clasificó      | No clasificó | 6                     | 2                     | 0                     | 4                     | 7                     | 12                    | -5                    |
| Total             | 15/40             | 48                | 15                | 8                 | 25                | 59                | 74                | -15               |              | 147                   | 65                    | 34                    | 48                    | 216                   | 141                   | +75                   |

### Mundial FIFA U-17
| FIFA U-17 World Cup record | FIFA U-17 World Cup record | FIFA U-17 World Cup record | FIFA U-17 World Cup record | FIFA U-17 World Cup record | FIFA U-17 World Cup record | FIFA U-17 World Cup record | FIFA U-17 World Cup record | FIFA U-17 World Cup record |              |
| Año                        | Ronda                      | J                          | G                          | E                          | P                          | GF                         | GC                         | GD                         |              |
| -------------------------- | -------------------------- | -------------------------- | -------------------------- | -------------------------- | -------------------------- | -------------------------- | -------------------------- | -------------------------- | ------------ |
| 1985                       | Cuartos de final           | 4                          | 2                          | 1                          | 1                          | 5                          | 3                          | +2                         |              |
| de 1987 a 2017             | No clasificó               | No clasificó               | No clasificó               | No clasificó               | No clasificó               | No clasificó               | No clasificó               | No clasificó               | No clasificó |
| 2019                       | Primera fase               | 3                          | 0                          | 1                          | 2                          | 6                          | 9                          | -3                         |              |
| 2023                       | No clasificó               | No clasificó               | No clasificó               | No clasificó               | No clasificó               | No clasificó               | No clasificó               | No clasificó               | No clasificó |
| Total                      | 2/19                       | 7                          | 2                          | 2                          | 3                          | 11                         | 12                         | -1                         |              |